# Polittico di Gandino
Il polittico di Gandino o polittico di Santa Croce  era un'opera lignea realizzata da Pietro Bussolo composta da più elementi per la chiesa di Santa Croce e Sant'Alessandro di Gandino. Il polittico, forse mai ultimato, conserva alcuni dei suoi componenti in locazioni differenti.

## Storia
Il polittico fu commissionato all'artista milanese dalla confraternita dei disciplinati della chiesa di Santa Croce e Sant'Alessandro di Gandino, ma i rapporti tra la committenza e l'artista furono da subito difficili. I documenti indicato la richiesta di un polittico composto da sei statue lignee, di misure differenti, tre dovevano essere di misura maggiore. La documentazione è abbondante ma non garantisce che il polittico sia poi stato effettivamente terminato e posto nella chiesa.
I documenti registrano un pagamento di sei scudi da parte della congregazione a un certo Antonio padre di Donato Prestinari allievo del Bussolo nel giugno del 1501 il quale si impegna alla consegna dell'opera entro la festa di san Michele a settembre, e da questo pagamento si desume che il costo della commissione fu di 34 ducati e che non fosse ultimata. L'allievo del Bussolo aveva quindi ottenuto dal maestro un'emancipazione con competenze amministrative.
Gli atti registrano anche la commissione per una Pietà lignea sempre al Bussolo che doveva essere simile a quella presente nella chiesa di Grosio e di Albino. Probabilmente questa è l'Imago pietatis e che doveva essere collocata nel livello superiore dell'ancona.
La statua conservata presso il Museo della basilica di Gandino è la Madonna col Bambino che doveva essere posizionata nella parte centrale del registro inferiore e che non era ancora stata realizzata nella primavera del 1501, in quanto si discuteva se questa dovesse essere composta in piedi o seduta. Fu collocata nella cappella dei disciplini fino agli anni '30 del XX secolo, per poi essere conservata nel museo diocesano.

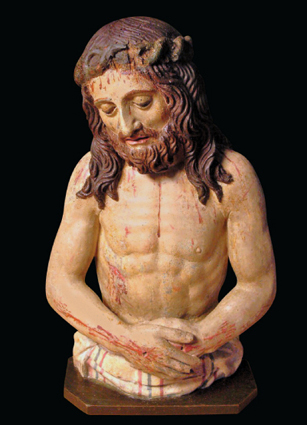
"Imago Pietatis", statua ipoteticamente posizionata sopra l'ultimo registro dell'ancona e conservata presso il Museo delle suore Orsoline di Gandino

Fideiussore di questo progetto, fu Pietro Maffeis de Scaratis, forse parente di Bernardino Scaratti intagliatore attivo negli anni '20 del XVI secolo in Gandino.
Il periodo di realizzazione dell'opera e la lontananza del Bussolo attivo a Grosio per la realizzazione dell'ancona, porterebbe a considerare che alcuni componenti furono eseguiti direttamente dal Prestinari.
L'opera fu restaurata nel 2008 dal Luciano e Eugenio Gritti sotto la direzione di Emanuela Daffra.

## Descrizione

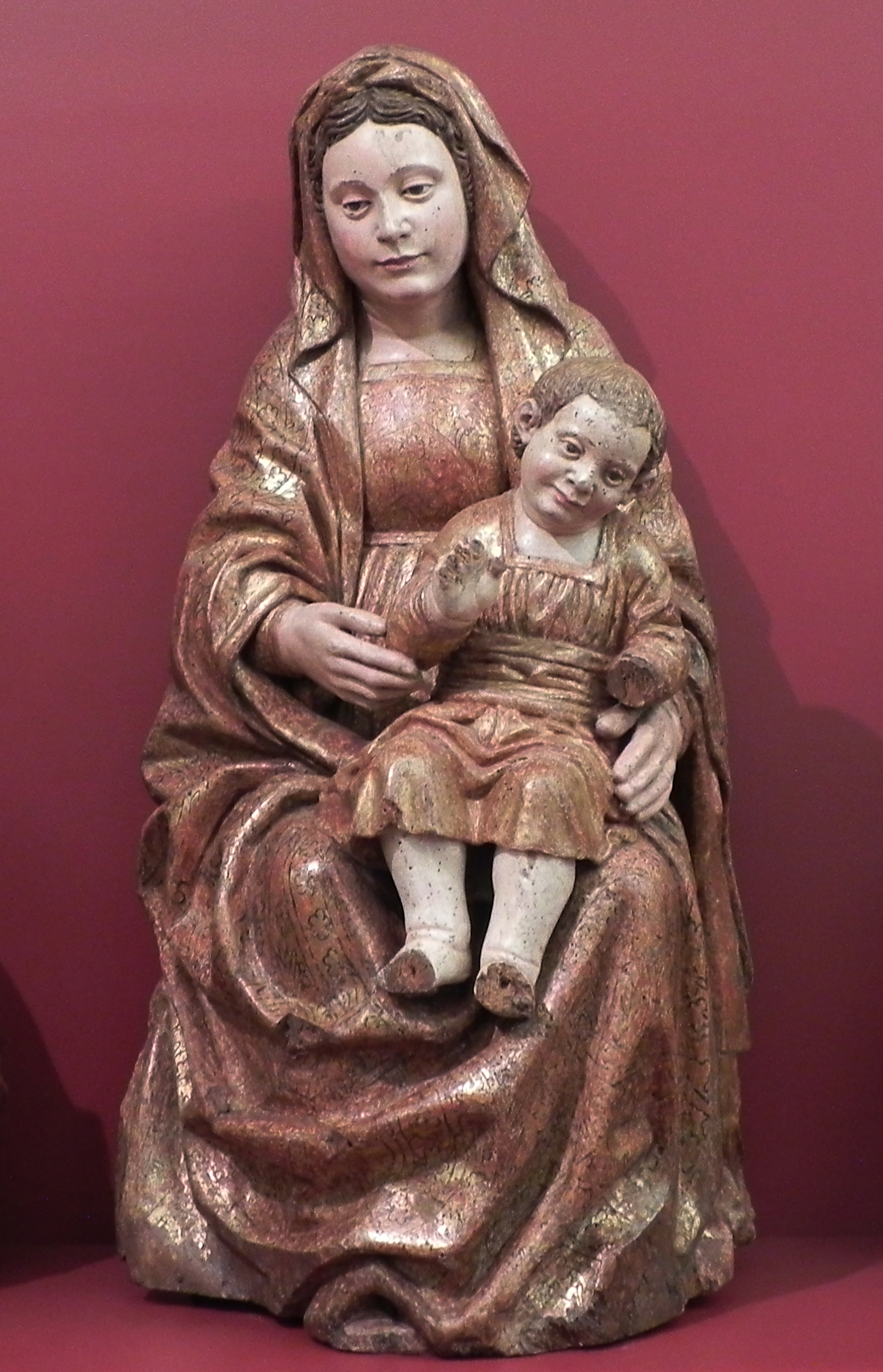
La scultura della "Madonna col Bambino", ipoteticamente la statua centrale del primo registro dell'ancona

Del polittico rimangono pochi elementi. La struttura lignea dell'ancona, è andata perduta così come le statue che dovevano essere poste sul registro superiore, o sono conservate presso collezioni private e non documentate, anche se la Olivari nel 1989 abbinava a questo lavoro due statue a mezzo busto forse eseguite in un periodo più giovanile dell'artista.

Che resta a certo documento dell'opera è la Madonna col Bambino (91x40x40) conservata nel museo gandinese nella sezione Presepi. La Vergine è scolpita con il Bambino che siede sulle sue ginocchia, il quale ha il corpo piegato verso destra in una posizione molto plastica, nell'atto benedicente con l'espressione gioviale ma che vuole rappresentare anche l'atteggiamento di un adulto che voler dichiarare la sua grandezza dell'essere figlio di Dio, e Dio lui stesso. Il capo della Vergine è leggermente volto verso sinistra. Il suo sguardo materno, quasi a scusare l'atteggiamento allegro del suo figlio, come sembrano dire le due fossette poste ai lati delle labbra, ma materno anche verso l'osservatore.
Entrambi indossano abiti dorati. La Madonna ha un mantello che la ricopre dal capo fino ai piedi abbondando in forme e in pieghe che si ripiegano sul capo e cadono sulle spalle e tornano a compiere grandi pieghe sulle braccia, e sulle gambe. L'abbondanza, simbolo dell'abbondanza d'amore che ha una mamma. Il Gesù bambino indossa invece un abito che lo ricopre solo fin sotto al ginocchio. Il disegno del tessuro ricorda i velluti a griccia della fine del XV secolo veneziano. 
L'immagine centrale superiore raffigurante l'Imago Pietaris, potrebbe essere individuata in quella conservata presso il Museo delle suore Orsoline sempre di Gandino.
Criticamente contestata la figura del Bambino che si ritiene inferiore nella qualità di quello dell'Ancona di Salò eseguita nel medesimo tempo, farebbe considerare che forse non fu questa parte, una creazione del Bussolo, ma piuttosto del giovane Prestinari.